# Staré Sedlo (kraj pilzneński)
Staré Sedlo – wieś i gmina w Czechach, w powiecie Tachov, w kraju pilzneńskim. Według danych z dnia 1 stycznia 2013 liczyła 240 mieszkańców.